# Korean Air
A Korean Air, é a maior companhia aérea e de bandeira da Coreia do Sul com base no tamanho da frota, destinos internacionais e voos internacionais. A sede global da companhia aérea está localizada em Seul, República da Coreia. A Korean Air foi fundada como Korean National Airlines em 1946. Depois de vários anos de serviço e expansão, a companhia foi totalmente privatizada em 1969.
A divisão internacional de passageiros da Korean Air e sua divisão de carga subsidiária juntas servem 127 cidades em 44 países, enquanto sua divisão doméstica atende 12 destinos.  Está entre as 20 maiores companhias aéreas do mundo em termos de passageiros transportados e é também a companhia aérea de carga internacional mais bem classificada.  O Aeroporto Internacional de Incheon serve como centro internacional da Korean Air. A Korean Air também mantém um campus da sede satélite em Incheon . A maioria dos pilotos, funcionários de solo e comissários de bordo da Korean Air estão sediados em Seul.
A Korean Air é a empresa controladora da Jin Air e é membro fundador da aliança de companhias aéreas SkyTeam. Foi eleita a melhor companhia aérea da Ásia pelos leitores da Business Traveler em 2012.

## História

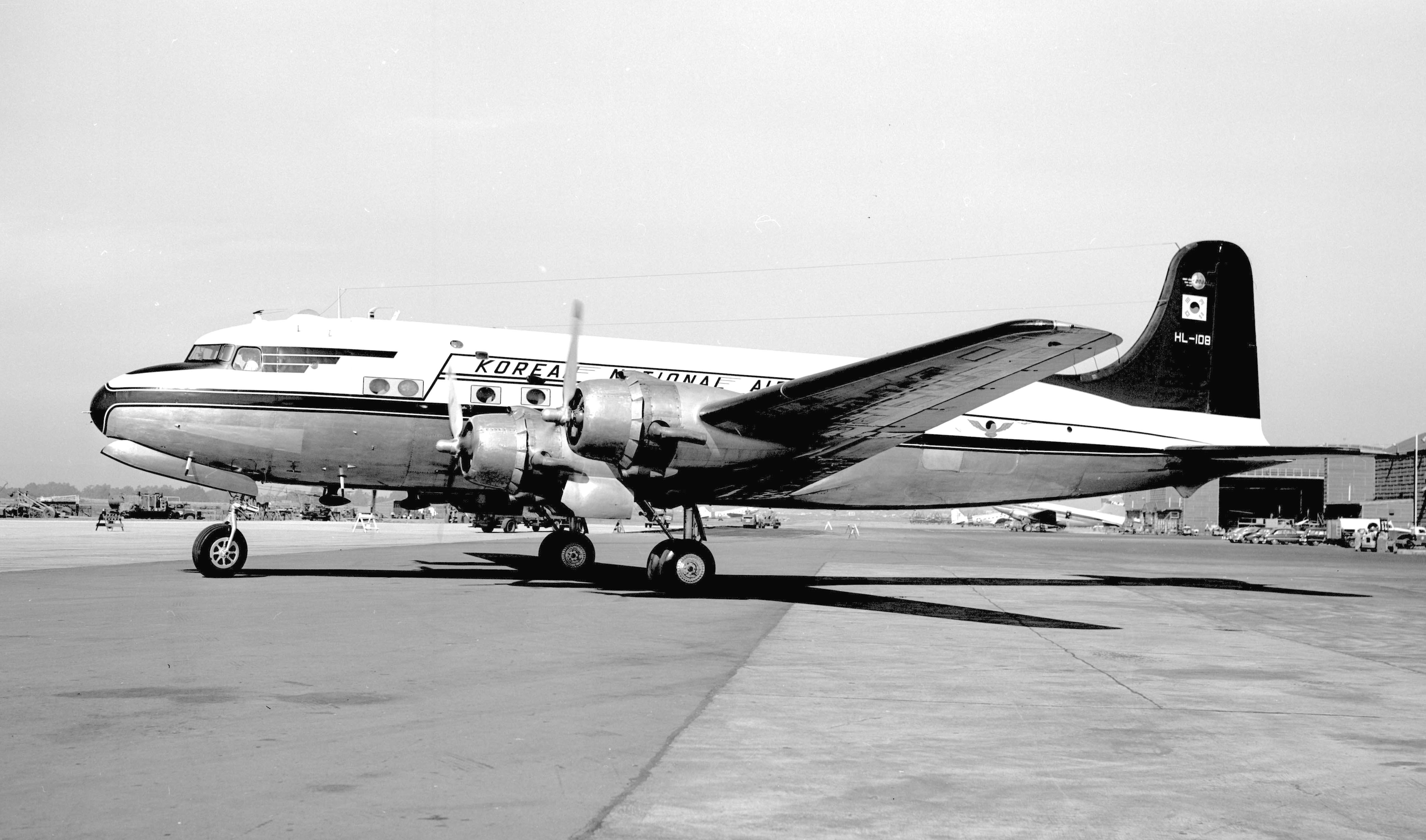
Douglas DC-4 da Korean National Airlines em 1953

A Korean Air foi fundada pelo governo sul-coreano em 1962 com o nome Korean Air Lines para substituir a Korean National Airlines, fundada em 1946. Em 1 de março de 1969, a Hanjin Transport Group assumiu o controle da companhia aérea. As operações de frete de longa distância começaram em 26 de abril de 1971, seguida pelo serviço de passageiros para Los Angeles em 19 de abril de 1972.

Logotipo usado de 1969 a 1984

Voos internacionais para Hong Kong, Taiwan e Los Angeles foram realizados com o Boeing 707 até a introdução do Boeing 747 na empresa, em 1973. Neste mesmo ano, a companhia introduziu o Boeing 747 em suas rotas para o Pacífico e iniciou o serviço europeu para Paris, França, usando o 707 e então o McDonnell Douglas DC-10. Em 1975, a companhia foi uma das primeiras companhias aéreas asiáticas a operar aeronaves da Airbus com a compra de 3 Airbus A300, que imediatamente foram colocadas em serviço nas rotas asiáticas. Como as aeronaves sul-coreanas eram proibidas de voar no espaço aéreo da Coreia do Norte e União Soviética na época, as rotas européias tiveram que ser projetadas para o leste da Coreia do Sul, na rota Gimpo — Anchorage — Paris.

### Mudança do nome para Korean Air

Logotipo usado de 1984 a 2025

Uma logomarca azul, prata e redesenhada com um novo corporativo "Korean Air" apresentando um design estilizado da Taeguek foi introduzida em 1 de março de 1984, e o nome da companhia aérea mudou para Korean Air. Este logo foi introduzido em seus Fokker F28. Foi projetado em cooperação entre a Korean Air e a Boeing. Na década de 1990, a Korean Air foi a primeira companhia aérea a usar o novo McDonnell Douglas MD-11 para suplementar sua nova frota de Boeings 747-400, no entanto, o MD-11 não atendeu aos requisitos da empresa e acabou sendo convertido em cargueiros. Alguns 747s antigos também foram convertidos para o serviço de carga.

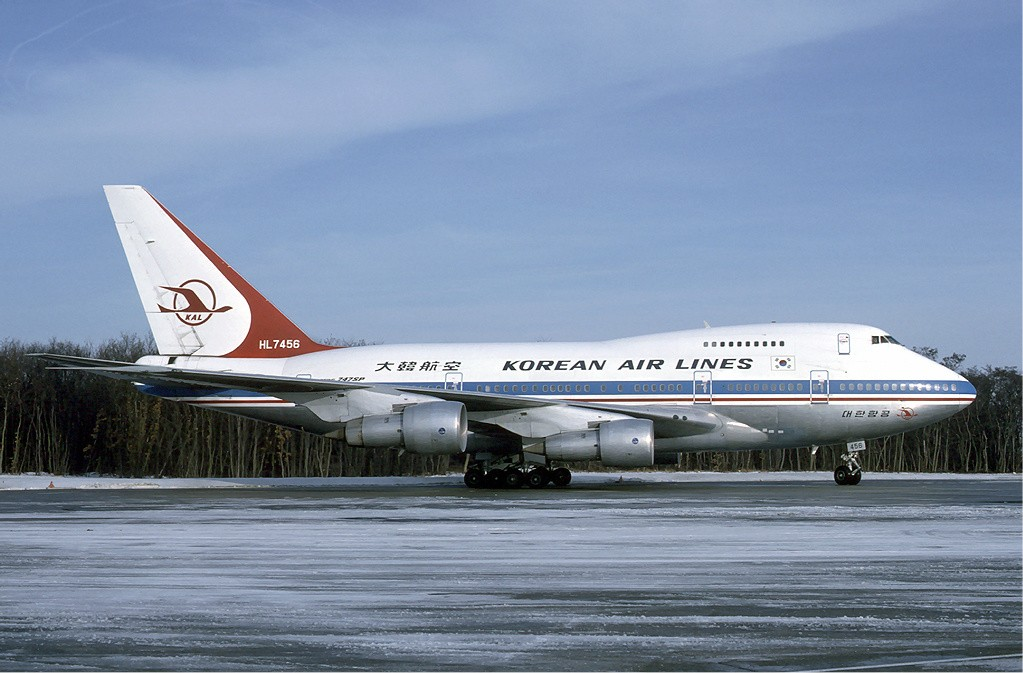
Um Boeing 747SP da Korean Air Lines no EuroAirport Basel-Mulhouse-Freiburg em 1985

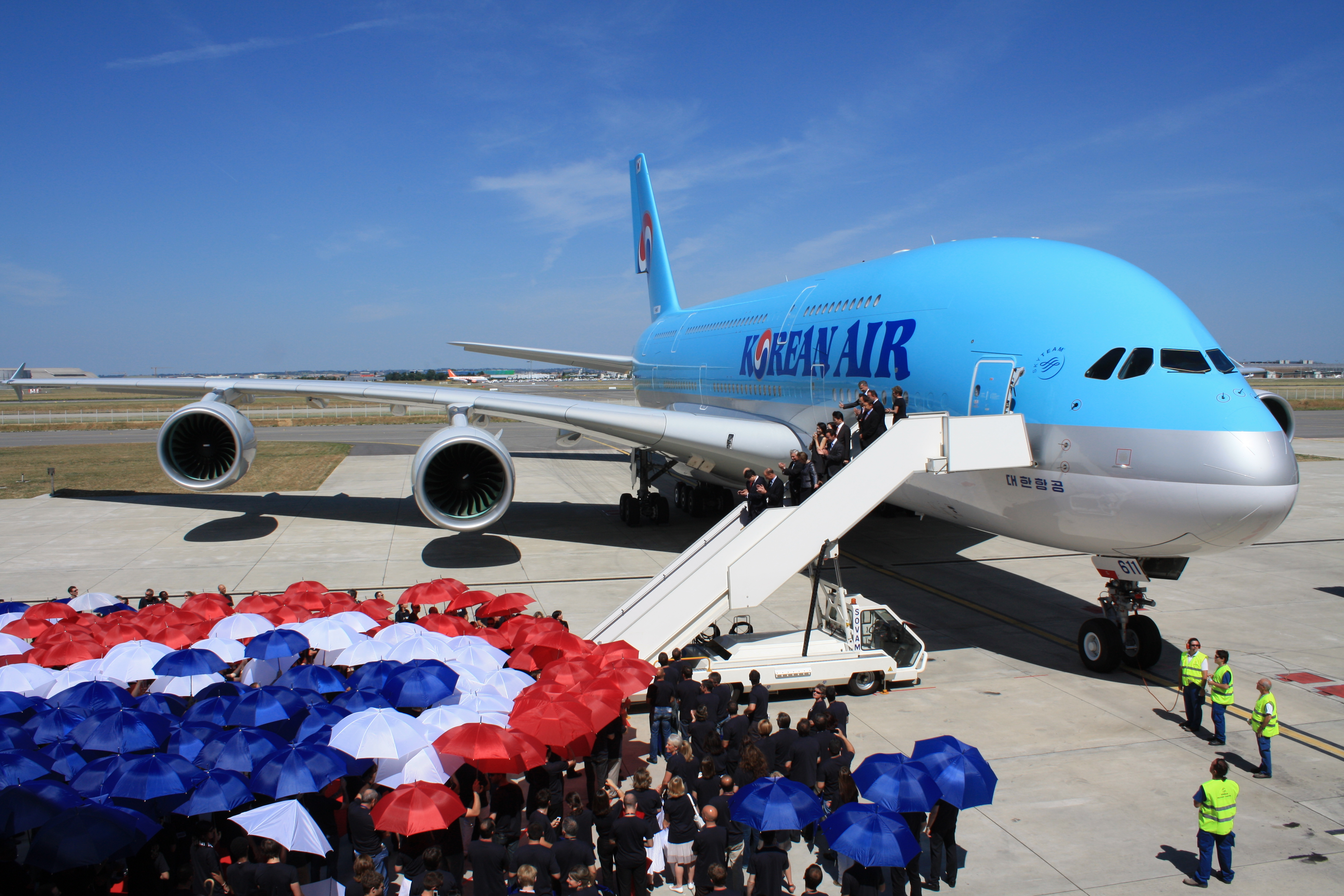
A Korean Air recebe a sua primeira entrega do Airbus A380 no Aeroporto de Toulouse-Blagnac, França em 2011

### Expansão e fundação da Jin Air
Na década de 1980, a sede da Korean Air ficava no Edifício KAL em Nandaemmuno, Jung-gu, Seul.
Em 5 de junho de 2007, a Korean Air anunciou que iria criar uma nova companhia aérea de baixo custo chamada Jin Air, na Coreia do Sul, para competir com o sistema KTX, que oferecia tarifas mais baratas e procedimentos de segurança menos rigorosos em comparação as viagens aéreas. A Jin Air iniciou suas operações com voos de passageiros de Seul para Jeju em 17 de julho de 2008. A Korean Air anunciou também que alguns de seus 737s e A300 iriam ser entregues a Jin Air.
Em 2009, a imagem da Korean Air se tornou mais prestigiada, diferindo a imagem da companhia aérea no fim dos anos 90, que havia sido afetada por vários acidentes fatais.
Em meados de 2010, um acordo de marketing conjunto com a empresa de jogos Blizzard Entertainment enviou um 747-400 e um 737-900 para os céus envoltos da marca StarCraft II. Em agosto de 2010, a Korean Air teve fortes perdas no segundo trimestre, apesar da alta receita recorde. Também em agosto do mesmo ano, a Hanjin, dono da Korean, abriu um novo terminal de carga em Navoi, no Uzbequistão, que se tornou um centro de carga com voos regulares de Incheon — Navoi — Milão.
A Korean Air possui 5 hotéis: 2 hotéis KAL na ilha de Jeju, O Hyatt em Incheon, Waikiki Resort no Havaí e um hotel / escritório chamado Wilshire Grand Tower, que está sendo reconstruído. Este edifício no centro de Los Angeles abrigará o maior InterContinental Hotel nas Américas, no que será o prédio mais alto de Los Angeles.
Em 2013, a companhia aérea adquiriu uma participação de 44% na Czech Airlines, e o resultado foi a venda da participação em outubro de 2017.

## Corporação
A sede da Korean Air, a Korean Air Operations Center (대한항공빌딩), está localizada em Gonghang-dong, Gangseo-gu, em Seul. A Korean Air também possui escritórios no Aeroporto Internacional de Gimpo, também na capital sul-coreana. Os outros hubs da Korean Air estão no Aeroporto Internacional de Jeju, e no Aeroporto Internacional de Gimhae, em Busan. As instalações de manuntenção também estão em Busan. Em dezembro de 2014, a companhia aérea havia aproximadamente 20.540 funcionários.

## Frota

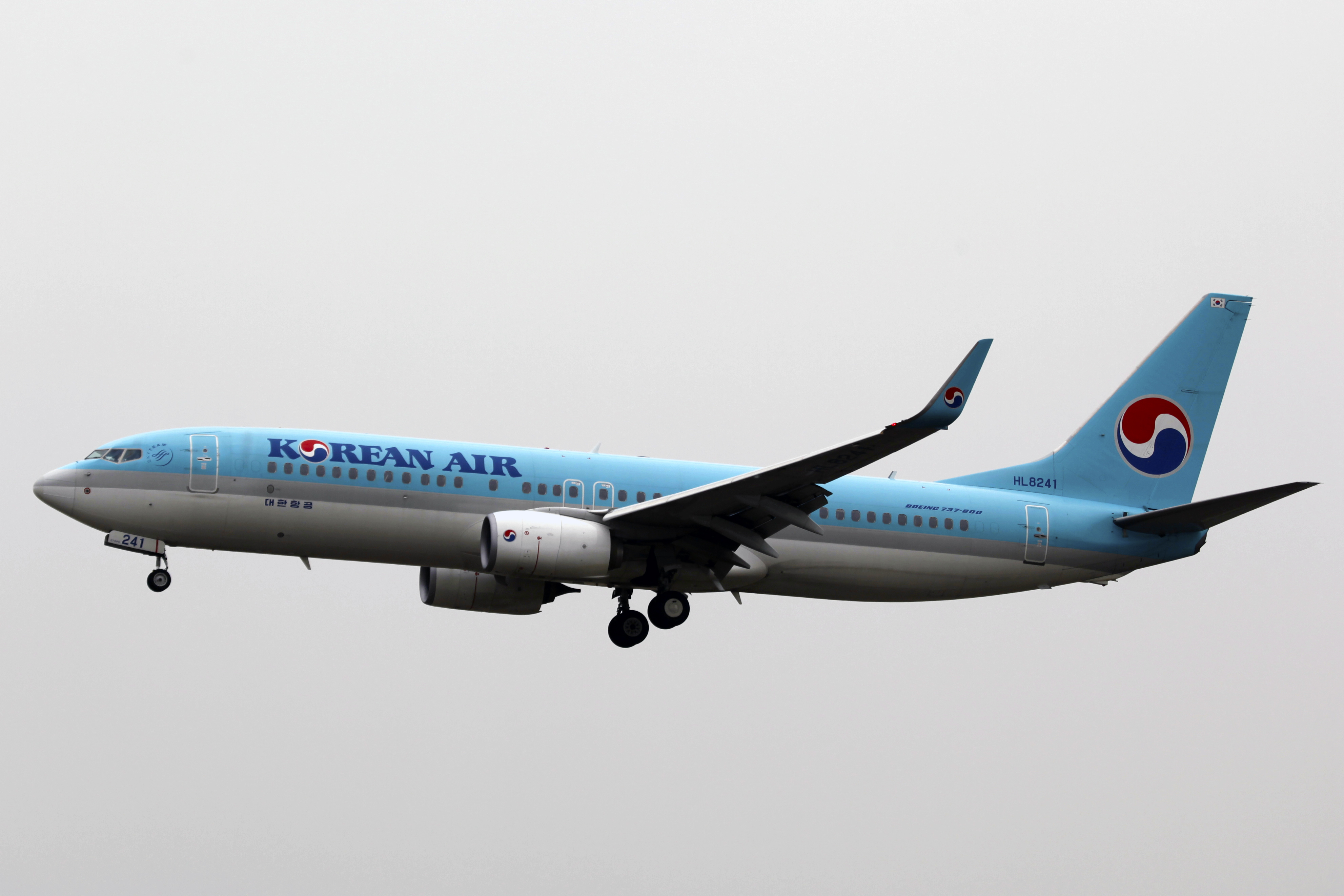
Boeing 737-800 da Korean Air

### Frota atual
Em 2024, a frota da Korean Air consistia nas seguintes aeronaves:
- 10 - Airbus A220-300
- 9 - Airbus A321Neo
- 5 - Airbus A330-200
- 19 - Airbus A330-300
- 10 - Airbus A380-800
- 5 - Boeing 737 Max 8
- 1 - Boeing 737-700
- 2 - Boeing 737-800
- 15 - Boeing 737-900
- 6 - Boeing 737-900ER
- 4 - Boeing 747-400F
- 9 - Boeing 747-8I
- 7 - Boeing 747-8F
- 5 - Boeing 777-200ER
- 12 - Boeing 777-200LR
- 4 - Boeing 777-300
- 25 - Boeing 777-300ER
- 1 - Boeing 787-8
- 10 - Boeing 787-9
- 1 - Bombardier Global Express
- 1 - Gulfstream G650ER

Total:159 Aeronaves

## Acidentes e incidentes
- Voo Korean Air Lines 902 — em 20 de abril de 1978 um Boeing 707 invadiu o espaço aéreo da União Soviética e foi abatido por um Sukhoi Su-15 próximo a Murmansk.
- Voo Korean Air Lines 015 — em 19 de novembro de 1980 um Boeing 747 da companhia aérea caiu durante o pouso no Aeroporto Internacional de Gimpo, matando 15 pessoas e 211 sobreviveram, sendo que 4 foram feridas.
- Voo Korean Air Lines 007 — em 1 de setembro de 1983, um Boeing 747 invadiu o espaço aéreo da União Soviética coincidentemente junto com o avião espião Boeing RC-135 da Força Aérea dos Estados Unidos, foi abatido por engano por um Sukhoi Su-15 próximo à Ilha Moneron.
- Voo Korean Air 858 — em 29 de novembro de 1987 um Boeing 707 foi explodido por agentes da Coreia do Norte no Mar de Amadão.
- Voo Korean Air 803 — em 27 de julho de 1989 um McDonell Douglas DC-10 baeu ao tentar pousar no aeroporto de Tripoli, na Líbia.
- Voo Korean Air 801 — em 6  de agosto de 1997 um Boeing 747 caiu ao tentar se aproximar do aeroporto internacional de Guam.